# Primera División 1929 (Uruguay)
Het seizoen 1929 van de Primera División was het 27e seizoen van de hoogste Uruguayaanse voetbalcompetitie, georganiseerd door de Asociación Uruguaya de Football. In tegenstelling tot wat de naam doet vermoeden duurde deze editie van de Primera División langer dan een jaar: de competitie liep van mei 1929 tot december 1930. De Primera División was in die tijd een amateurcompetitie.

## Teams
Er namen veertien ploegen deel aan de Primera División tijdens het seizoen 1929. Dertien ploegen wisten zich vorig seizoen te handhaven en Central FC promoveerde vanuit de Divisional Intermedia. Zij kwamen in de plaats van de gedegradeerde clubs CA Lito, Racing Club de Montevideo en Uruguay Club. De competitie telde dus twee ploegen minder dan in 1928.
| Club                      | Stad       | Stadion                | Vorig seizoen |
| ------------------------- | ---------- | ---------------------- | ------------- |
| CA Bella Vista            | Montevideo | Parque Olivos          | 9e            |
| CA Capurro                | Montevideo | Parque Narancio        | 7e            |
| Central FC                | Montevideo | Parque Fraternidad     | 1e (Int.)     |
| CA Cerro                  | Montevideo | Parque Santa Rosa      | 4e            |
| Colón FC                  | Montevideo | Onbekend               | 10e           |
| CA Defensor               | Montevideo | Parque Ricci           | 6e            |
| Liverpool FC              | Montevideo | Cancha El Prado        | 13e           |
| Misiones FC               | Montevideo | Parque Chaná           | 8e            |
| Montevideo Wanderers FC   | Montevideo | Estadio Belvedere      | 11e           |
| Club Nacional de Football | Montevideo | Gran Parque Central    | 3e            |
| Olimpia FC                | Montevideo | Olimpia Park           | 12e           |
| CA Peñarol                | Montevideo | Estadio de los Pocitos | 1e            |
| Rampla Juniors FC         | Montevideo | Parque Nelson          | 2e            |
| IA Sud América            | Montevideo | Las Acacias            | 5e            |

## Competitie-opzet
Alle deelnemende clubs speelden tweemaal tegen elkaar (thuis en uit). De ploeg met de meeste punten werd kampioen.
Titelverdediger was CA Peñarol, die in 1928 de titel met een ruime voorsprong had gewonnen. Dit seizoen was de dominantie van de Aurinegros nog groter: het uitduel tegen rivaal Club Nacional de Football was hun enige nederlaag in 26 wedstrijden. De titel wonnen ze met tien punten voorsprong op Nacional, de grootste voorsprong van een kampioen sinds 1916. De derde plek was voor CA Defensor, de beste prestatie voor die ploeg tot dan toe.
Montevideo Wanderers FC behaalde de zesde plaats, maar schreef Uruguayaanse voetbalgeschiedenis toen ze op 15 september 1929 met 1–0 wonnen van IA Sud América. Deze wedstrijd werd namelijk niet in Montevideo gespeeld, maar in Minas. Het was de eerste wedstrijd in de Primera División die werd gespeeld in het Uruguayaanse binnenland (interior, oftewel alle departementen behalve Montevideo).
Central FC was twee seizoenen eerder gedegradeerd. Ze wisten echter direct weer terug te komen op het hoogste niveau en bij hun terugkeer slaagden ze er nipt in zich te handhaven: Central werd elfde, met één punt meer dan de nummer twaalf Liverpool FC (die wel degradeerde). Ook Colón FC en CA Cerro degradeerden. Met name de degradatie van Cerro was opmerkelijk: een jaar eerder waren ze nog als vierde geëindigd, maar dit seizoen eindigden ze met ruim verschil als laatste. In totaal kreeg Cerro 87 doelpunten tegen, het hoogste aantal in de Primera División tot dan toe en het hoogste aantal per wedstrijd (3,35) sinds 1907.

### Kwalificatie voor internationale toernooien
Dit seizoen waren er geen internationale bekers waar Uruguayaanse clubs zich voor kwalificeerden. De Copa Ricardo Aldao (afgekort tot Copa Aldao) die sinds 1913 onregelmatig werd betwist tussen de landskampioenen van Argentinië en Uruguay, werd dit jaar niet gespeeld.

### Eindstand
|     | Club                      | Sp. | W  | G  | V  | Pnt. | DV | DT | DS  |
| --- | ------------------------- | --- | -- | -- | -- | ---- | -- | -- | --- |
| 01. | CA Peñarol                | 26  | 21 | 4  | 1  | 46   | 54 | 10 | +44 |
| 2.  | Club Nacional de Football | 26  | 15 | 6  | 5  | 36   | 59 | 24 | +35 |
| 3.  | CA Defensor               | 26  | 11 | 10 | 5  | 32   | 45 | 33 | +12 |
| 4.  | Rampla Juniors FC         | 26  | 13 | 3  | 10 | 29   | 55 | 34 | +21 |
| 5.  | Olimpia FC                | 26  | 11 | 6  | 9  | 28   | 39 | 39 | 0   |
| 6.  | Montevideo Wanderers FC   | 26  | 9  | 10 | 7  | 28   | 33 | 38 | –5  |
| 7.  | CA Capurro                | 26  | 10 | 6  | 10 | 26   | 38 | 40 | –2  |
| 8.  | Misiones FC               | 26  | 9  | 7  | 10 | 25   | 32 | 49 | –17 |
| 9.  | CA Bella Vista            | 26  | 8  | 8  | 10 | 24   | 32 | 25 | –3  |
| 10. | IA Sud América            | 26  | 9  | 5  | 12 | 23   | 37 | 36 | +1  |
| 11. | Central FC                | 26  | 7  | 7  | 12 | 21   | 35 | 46 | –11 |
| 12. | Liverpool FC              | 26  | 8  | 4  | 14 | 20   | 30 | 31 | –1  |
| 13. | Colón FC                  | 26  | 7  | 4  | 15 | 18   | 33 | 44 | –11 |
| 14. | CA Cerro                  | 26  | 3  | 2  | 21 | 8    | 24 | 87 | –63 |

### Legenda
| Kleur | Degradatie naar            |
| ----- | -------------------------- |
|       | Divisional Intermedia 1931 |

| Winnaar Primera División 1929 |
| ----------------------------- |
| CA Peñarol 9e titel           |

#### Topscorer
Héctor Scarone van Club Nacional de Football werd met veertien doelpunten topscorer. Het was de vijfde topscorerstitel voor el Mago.
| №  | Speler         | Club(s)                   | Goals |
| -- | -------------- | ------------------------- | ----- |
| 1. | Héctor Scarone | Club Nacional de Football | 14    |

1900 · 1901 · 1902 · 1903 · 1904 · 1905 · 1906 · 1907 · 1908 · 1909 · 1910 · 1911 · 1912 · 1913 · 1914 · 1915 · 1916 · 1917 · 1918 · 1919 · 1920 · 1921 · 1922 · 1923 · 1924 · 1925 · 1926 · 1927 · 1928 · 1929 · 1930 · 1931 · 1932 · 1933 · 1934 · 1935 · 1936 · 1937 · 1938 · 1939 · 1940 · 1941 · 1942 · 1943 · 1944 · 1945 · 1946 · 1947 · 1948 · 1949 · 1950 · 1951 · 1952 · 1953 · 1954 · 1955 · 1956 · 1957 · 1958 · 1959 · 1960 · 1961 · 1962 · 1963 · 1964 · 1965 · 1966 · 1967 · 1968 · 1969 · 1970 · 1971 · 1972 · 1973 · 1974 · 1975 · 1976 · 1977 · 1978 · 1979 · 1980 · 1981 · 1982 · 1983 · 1984 · 1985 · 1986 · 1987 · 1988 · 1989 · 1990 · 1991 · 1992 · 1993 · 1994 · 1995 · 1996 · 1997 · 1998 · 1999 · 2000 · 2001 · 2002 · 2003 ·  2004 · 2005 · 2005/06 · 2006/07 · 2007/08 · 2008/09 · 2009/10 · 2010/11 ·  2011/12 · 2012/13 · 2013/14 · 2014/15 · 2015/16 · 2016 · 2017 · 2018 · 2019 · 2020 · 2021 · 2022 · 2023